# Castile (Nueva York)
Castile es un pueblo ubicado en el condado de Wyoming en el estado estadounidense de Nueva York. En el año 2000 tenía una población de 2,873 habitantes y una densidad poblacional de 30 personas por km².

## Geografía
Castile se encuentra ubicado en las coordenadas 42°37′44.18″N 78°3′16.87″O / 42.6289389, -78.0546861.

## Demografía
Según la Oficina del Censo en 2000 los ingresos medios por hogar en la localidad eran de $35,762, y los ingresos medios por familia eran $40,991. Los hombres tenían unos ingresos medios de $30,529 frente a los $21,500 para las mujeres. La renta per cápita para la localidad era de $17,448. Alrededor del 10.7% de la población estaban por debajo del umbral de pobreza.